# Finsterwalde
Finsterwalde is een plaats in de Duitse deelstaat Brandenburg, gelegen in het Landkreis Elbe-Elster. De stad telt 15.968 inwoners.

## Geografie
Finsterwalde heeft een oppervlakte van 76,91 km² en ligt in het oosten van Duitsland.

## Demografie
- Ontwikkeling van de bevolking sinds 1875 binnen de huidige grenzen (blauwe lijn: Bevolking; stippellijn: Vergelijking van de ontwikkeling van de bevolking van de deelstaat Brandenburg, Grijze achtergrond: tijdens de nazi-regering, Rode achtergrond: tijdens de communistische regering)
- Recente ontwikkeling van de bevolking (blauwe lijn) en prognoses

| Jaar | Inwoners |
| ---- | -------- |
| 1875 | 10 098   |
| 1890 | 11 466   |
| 1910 | 17 297   |
| 1925 | 17 474   |
| 1933 | 18 072   |
| 1939 | 20 120   |
| 1946 | 22 613   |
| 1950 | 22 374   |
| 1964 | 23 609   |
| 1971 | 23 976   |

| Jaar | Inwoners |
| ---- | -------- |
| 1981 | 24 870   |
| 1985 | 24 781   |
| 1989 | 24 427   |
| 1990 | 23 777   |
| 1991 | 23 019   |
| 1992 | 22 985   |
| 1993 | 22 556   |
| 1994 | 22 029   |
| 1995 | 21 744   |
| 1996 | 21 457   |

| Jaar | Inwoners |
| ---- | -------- |
| 1997 | 21 343   |
| 1998 | 20 908   |
| 1999 | 20 482   |
| 2000 | 20 103   |
| 2001 | 19 704   |
| 2002 | 19 378   |
| 2003 | 19 152   |
| 2004 | 18 985   |
| 2005 | 18 693   |
| 2006 | 18 516   |

| Jaar | Inwoners |
| ---- | -------- |
| 2007 | 18 162   |
| 2008 | 17 861   |
| 2009 | 17 517   |
| 2010 | 17 407   |
| 2011 | 16 876   |
| 2012 | 16 680   |
| 2013 | 16 561   |
| 2014 | 16 407   |
| 2015 | 16 548   |
| 2016 | 16 497   |

| Jaar | Inwoners |
| ---- | -------- |
| 2017 | 16 409   |
| 2018 | 16 220   |
| 2019 | 16 068   |
| 2020 | 15 968   |

## Geboren
- Hans-Jürgen Riediger (1955), voetballer
- Sonja Kesselschläger (1978), meerkampster
- Stephanie Pohl (1978), beachvolleyballer